# Marie Crampel
Pour les articles homonymes, voir Crampel (homonymie).
Marie Crampel, née le 31 août 1870 à Château-Salins et morte le 11 avril 1938 à Paris, est une peintre française.

## Biographie
Marie Crampel est la sœur de Paul Crampel.
Membre de l'École de Wissant, elle expose au Salon d'hiver dont elle est sociétaire, en 1929, les toiles Devant la maison, Sous le porche et Autant en emporte le vent. 
Elle meurt le 11 avril 1938 en son domicile dans le 4e arrondissement de Paris. Ses obsèques ont été célébrées à la cathédrale Notre-Dame de Paris .